# Enicospilus atoponeurus
Enicospilus atoponeurus là một loài tò vò trong họ Ichneumonidae.